# Inde aux Jeux olympiques d'hiver de 1998
L'Inde est présente pour la cinquième fois aux Jeux olympiques d'hiver après avoir été absente en 1994 à Lillehammer. Cette fois-ci, elle n'envoie qu'un seul athlète, Shiva Keshavan, qui s'alignera en luge et sera également son porte-drapeau.

## Athlètes engagés

### Luge
Shiva Keshavan ne finira que 28e du concours de luge, n'apportant donc pas de médaille à son pays.
| Nom            | Course 1 | Course 1 | Course 2 | Course 2 | Course 3 | Course 3 | Course 4 | Course 4 | Total          | Total |
| Nom            | Temps    | Rang     | Temps    | Rang     | Temps    | Rang     | Temps    | Rang     | Temps          | Rang  |
| -------------- | -------- | -------- | -------- | -------- | -------- | -------- | -------- | -------- | -------------- | ----- |
| Shiva Keshavan | 52 s 315 | 29       | 52 s 127 | 29       | 52 s 043 | 28       | 51 s 900 | 27       | 3 min 28 s 385 | 28    |